# Markolf Niemz

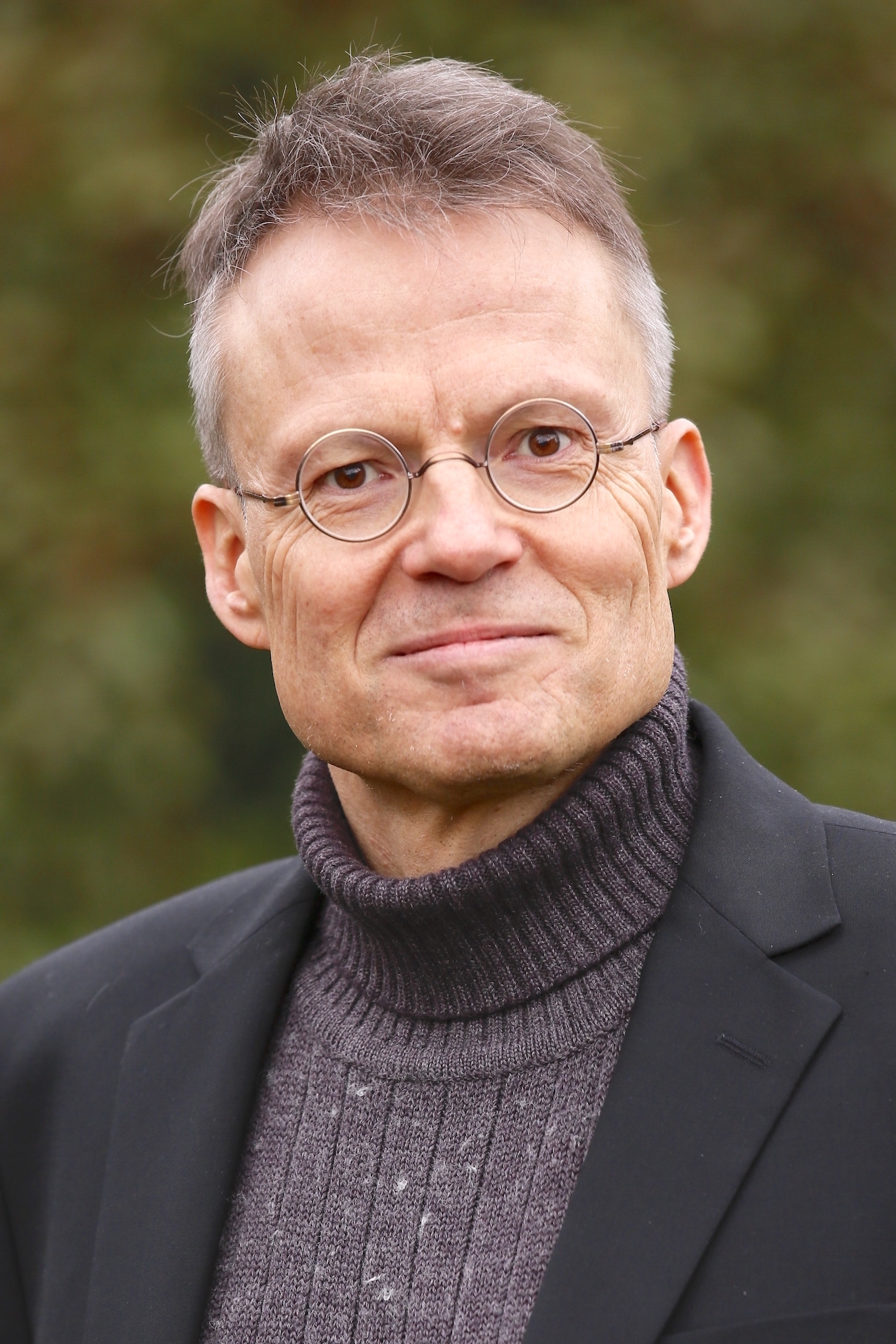
Markolf H. Niemz (2019)

Markolf H. Niemz (* 1964 in Hofheim am Taunus) ist ein deutscher Physiker, Biophysiker und Schriftsteller. Er hat einen Lehrstuhl an der Ruprecht-Karls-Universität Heidelberg.

## Leben und Wirken
Markolf Niemz studierte Physik an der Johann Wolfgang Goethe-Universität Frankfurt am Main (Vordiplom), der Ruprecht-Karls-Universität Heidelberg (Diplom) und Bioengineering an der University of California, San Diego (Master of Science). Er schrieb 1992 eine Doktorarbeit über den Aufbau eines Lasers zur Untersuchung der Ablation von biologischem Gewebe. Anschließend habilitierte er sich in Heidelberg in Physik. 1995 forschte er mit einem Stipendium der Deutschen Forschungsgemeinschaft am Wellman Center for Photomedicine der Harvard Medical School.
Niemz war bis 1999 Abteilungsleiter für Optische Spektroskopie am Fraunhofer-Institut für Physikalische Messtechnik (IPM) in Freiburg. Im Jahr 2000 erhielt er einen Ruf auf den Lehrstuhl für Medizintechnik/Biomedical Engineering an der Ruprecht-Karls-Universität Heidelberg, angesiedelt als Ordinarius an der Medizinischen Fakultät Mannheim. Niemz ist seither Direktor der Mannheim Biomedical Engineering Laboratories (MABEL), einem joint venture der Universität Heidelberg und der Hochschule Mannheim.  Er forscht zur Anwendung von Lasern in der Medizin und zu Grundlagen der Relativitätstheorie. Er war der Erste, der ultrakurze Laserpulse in der Zahnheilkunde angewandt hat, um Karies schmerzfrei zu behandeln.

## Philosophische und religiöse Gedanken
Niemz setzt sich außerdem mit Nahtoderfahrungen auseinander. Mit seinem Wissenschaftsroman Lucy mit c wurde er einem breiten Publikum bekannt, indem er Nahtoderfahrungen mit Effekten aus Albert Einsteins Relativitätstheorie verglich. Niemz wartet mit einer neuen, physikalischen Erklärung für Nahtoderfahrungen auf: Der sogenannte Searchlight-Effekt führe zur Wahrnehmung eines dunklen Tunnels mit einem hellen Licht an dessen Ende. Das Licht selbst sei ein Weltgedächtnis und stelle die Lebensrückschau zur Verfügung, von der die Sterbenden oft berichten.

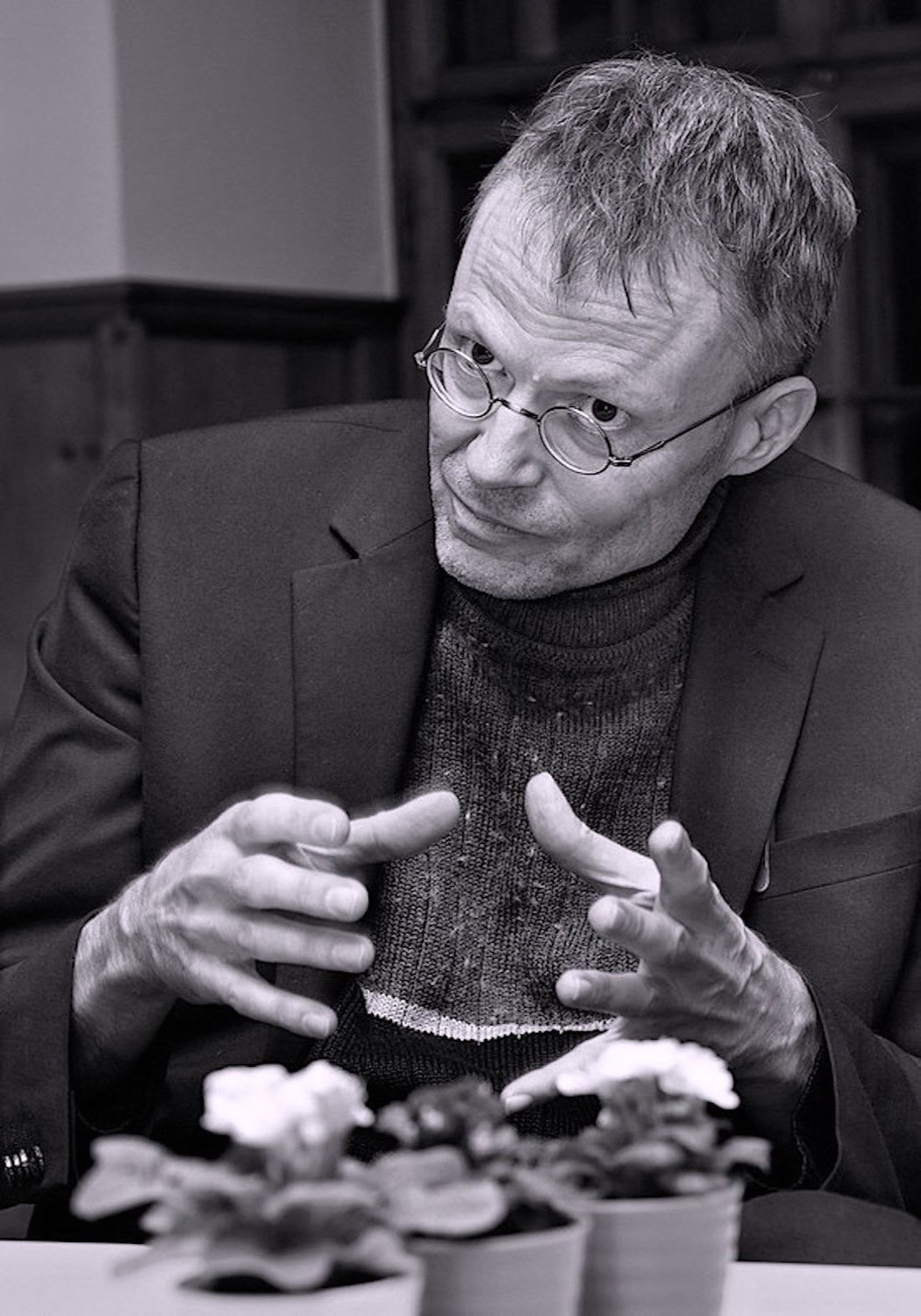
Markolf Niemz nach einer Lesung in Davos (2017)

Niemz’ Roman Lucy mit c schaffte es als das erste deutsche, im Eigenverlag erschienene Buch auf die Gong-Bestsellerliste. Auch Lucy im Licht, der zweite Band seiner Lucy-Trilogie, und Bin ich, wenn ich nicht mehr bin? wurden deutsche Bestseller. Aus dem Autorenhonorar der Lucy-Trilogie hat Niemz die gemeinnützige und mildtätige Stiftung Lucys Kinder gegründet. Die Stiftung setzt sich dafür ein, dass auch Kinder aus den ärmsten Ländern dieser Welt Zugang zu Liebe und Wissen erhalten.
In seinem Buch Die Welt mit anderen Augen sehen erläutert Niemz die Welt mit dem fernöstlichen Konzept des Advaita (auf Deutsch: Nicht-Dualität). Viele Begriffe, die wir als gegensätzlich begreifen (Raum und Zeit, Sein und Werden, Huhn und Ei, Schöpfer und Schöpfung), seien in Wirklichkeit zwei Seiten einer Medaille. In seinem Buch Wie geht leben? geht Niemz noch einen Schritt weiter und löst die Dualität auf. Er ersetzt Substantive durch Verbformen. Viren, Bakterien und Krebszellen seien primär Prozesse und keine Objekte, also ein Informierend („virend“), ein Wirkend („bakteriend“) beziehungsweise ein fehlerhaftes Kommunizierend („krebsend“). Niemz begreift auch uns Menschen und Gott als Verbformen. Damit folgt er Alfred North Whitehead und dessen Philosophy of Organism.
Die philosophisch-religiösen Texte von Niemz werden kontrovers beurteilt. Kritiker bemängeln, „die Indizien sind mager“ und die Argumentation baue darauf auf, dass „Schilderungen der Halluzinationen so ähnlich [klingen] wie Simulationen der Wahrnehmung von Reisenden nach der Relativitätstheorie aussehen müssten“. Die Frankfurter Allgemeine Zeitung schreibt: „Der Autor beantwortet Fragen zum Urknall, dem Zufall, der Weltformel, dem Leben und der Ewigkeit – mit einer Mischung aus Anekdoten und naturwissenschaftlichem Sachverstand, durchaus unterhaltsam. Aber den Modus einer Predigt verlässt Niemz nie.“ Die katholische Tagespost sieht „die Grenze zwischen 'einfach' und 'banal' gestreift“. Das Schweizer Pfarrblatt schreibt über dasselbe Buch: „Dank frischer, umgänglicher Sprache und kurzer Zusammenfassungen sowie zahlreicher Abbildungen bleiben komplexe Sachverhalte höchst spannend und werden vielleicht überhaupt erst nachvollziehbar. Eine respektvolle und bereichernde Herausforderung für alle, die offen dafür sind, ihre Vorstellungen von Gott, Schöpfung und Ewigkeit auch aus ungewohnter Perspektive neu anzudenken.“
Der Deutschlandfunk Kultur hat zwei ausführliche Interviews mit Niemz gesendet: „Die universelle Urkraft der Liebe“ und „Eine Abkehr vom Ich“.

## Auszeichnungen
- Karl-Freudenberg-Preis der Heidelberger Akademie der Wissenschaften 1995 für seine Arbeiten über „Laser-Gewebe-Wechselwirkungen“.
- Research Fellow an der Harvard Medical School 1995 mit einem Stipendium der Deutschen Forschungsgemeinschaft.
- Stipendiat der Studienstiftung des deutschen Volkes 1987–1992.

## Publikationen
- Laser–Tissue Interactions – Fundamentals and Applications. Springer, Berlin Heidelberg New York 2019, 4th edition, ISBN 978-3-030-11916-4.
- Lucy mit c – Mit Lichtgeschwindigkeit ins Jenseits. Books on Demand, Norderstedt 2005, ISBN 978-3-8334-3739-7.
- Lucy im Licht – Dem Jenseits auf der Spur. Droemer, München 2007, ISBN 978-3-426-27420-0.
- Lucys Vermächtnis – Der Schlüssel zur Ewigkeit. Droemer, München 2009, ISBN 978-3-426-27498-9.
- Bin ich, wenn ich nicht mehr bin? – Ein Physiker entschlüsselt die Ewigkeit. Kreuz, Freiburg 2011, ISBN 978-3-451-61046-2.
- Sinn – Ein Physiker verknüpft Erkenntnis mit Liebe. Kreuz, Freiburg 2013, ISBN 978-3-451-61181-0.
- Sich selbst verlieren und alles gewinnen – Ein Physiker greift nach den Sternen. Kreuz, Freiburg 2015, ISBN 978-3-451-61322-7.
- Ichwahn – Ein Physiker erklärt, warum Abgrenzung gegen unsere Natur ist. Ludwig, München 2017, ISBN 978-3-453-28100-4.
- How Science Can Help Us Live in Peace – Darwin, Einstein, Whitehead. Universal Publishers, Irvine 2018, ISBN 978-1-62734-247-6.
- Die Welt mit anderen Augen sehen – Ein Physiker ermutigt zu mehr Spiritualität. Gütersloher Verlagshaus, Gütersloh 2020, ISBN 978-3-579-06212-9.
- Seeing Our World Through Different Eyes – Thoughts on Space and Time, Abraham Lincoln, and God. Wipf and Stock, Eugene 2020, ISBN 978-1-7252-8545-3.
- Wie geht leben? – In Prozessen denken, verstehen und gesunden. Allegria, Berlin 2021, ISBN 978-3-7934-2439-0.

## Belege
1. ↑  Markolf H. Niemz: Cavity Preparation with the Nd:YLF Picosecond Laser. J Dent Res 74, 1995, pp. 1194-1199.
2. ↑  Markolf H. Niemz: Ichwahn. S. 96.
3. ↑  Markolf H. Niemz: Die Welt mit anderen Augen sehen. S. 170.
4. ↑  Moritz Hagenmüller, Friederike Künzel: Print on Demand. Neue Chancen für Verleger und Autoren. In: Michel Clement, Eva Blömeke, Frank Sambeth (Hrsg.): Ökonomie der Buchindustrie. Springer, 2009, S. 268 (eingeschränkte Vorschau in der Google-Buchsuche).
5. ↑  Stiftung Lucys Kinder. Abgerufen am 27. Oktober 2021.
6. ↑  Ralf Krauter: Lucy mit c. In: Deutschlandfunk. 10. Dezember 2006, abgerufen am 7. Dezember 2021.
7. ↑  Holm Gero Hümler: Physikstudium schützt vor Quark nicht – im Zweifel nicht mal ein Nobelpreis. In: quantenquark.com. 12. Juli 2016, abgerufen am 7. Dezember 2021.
8. ↑  Ich bin ein Verb. In: Frankfurter Allgemeine Zeitung. Nr. 219, 20. September 2013, S. 32 (Kurzrezension zu „Sinn“).
9. ↑  Josef Bordat: Einfach zu einfach. In: Tagespost. 24. Oktober 2020, abgerufen am 7. Januar 2022.
10. ↑  Andrea Huwyler: Buchtipp. In: Pfarrblatt. 5. August 2020, abgerufen am 7. Januar 2022.
11. ↑  Christopher Ricke: Die universelle Urkraft der Liebe. In: Deutschlandfunk Kultur. 20. November 2020, abgerufen am 7. Januar 2022.
12. ↑  Christopher Ricke: Eine Abkehr vom Ich. In: Deutschlandfunk Kultur. 31. Oktober 2021, abgerufen am 7. Januar 2022.

| Personendaten    | Personendaten                                         |
| ---------------- | ----------------------------------------------------- |
| NAME             | Niemz, Markolf                                        |
| ALTERNATIVNAMEN  | Niemz, Markolf H.                                     |
| KURZBESCHREIBUNG | deutscher Biophysiker                                 |
| GEBURTSDATUM     | 1964                                                  |
| GEBURTSORT       | Hofheim am Taunus, Hessen, Bundesrepublik Deutschland |